# Parc national des lacs Nelson
Le parc national des lacs Nelson est situé sur l'île du Sud de la Nouvelle-Zélande. Fondé en 1956, il recouvre 1 020 km².

Sommet du Maniniaro / Angelus Peak dans le parc national des lacs Nelson. Juillet 2019.

Centré sur deux grands lacs, Rotoiti et Rotoroa, le parc est populaire avec les néo-zélandais, qui y vont faire du camping, du trekking et y pêcher.

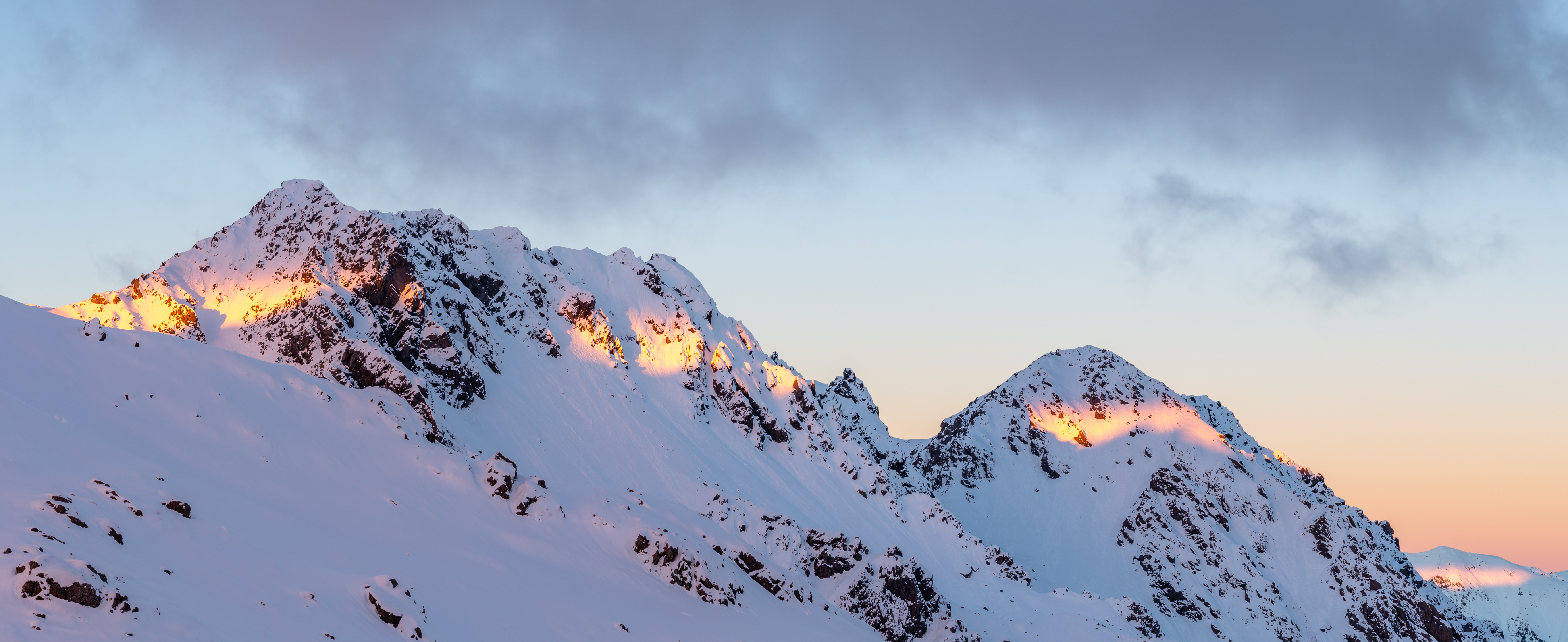
Sommets du parc national des lacs Nelson, entre la rivière « Hukere Stream » et la vallée de « Shift Creek ». Juillet 2019.
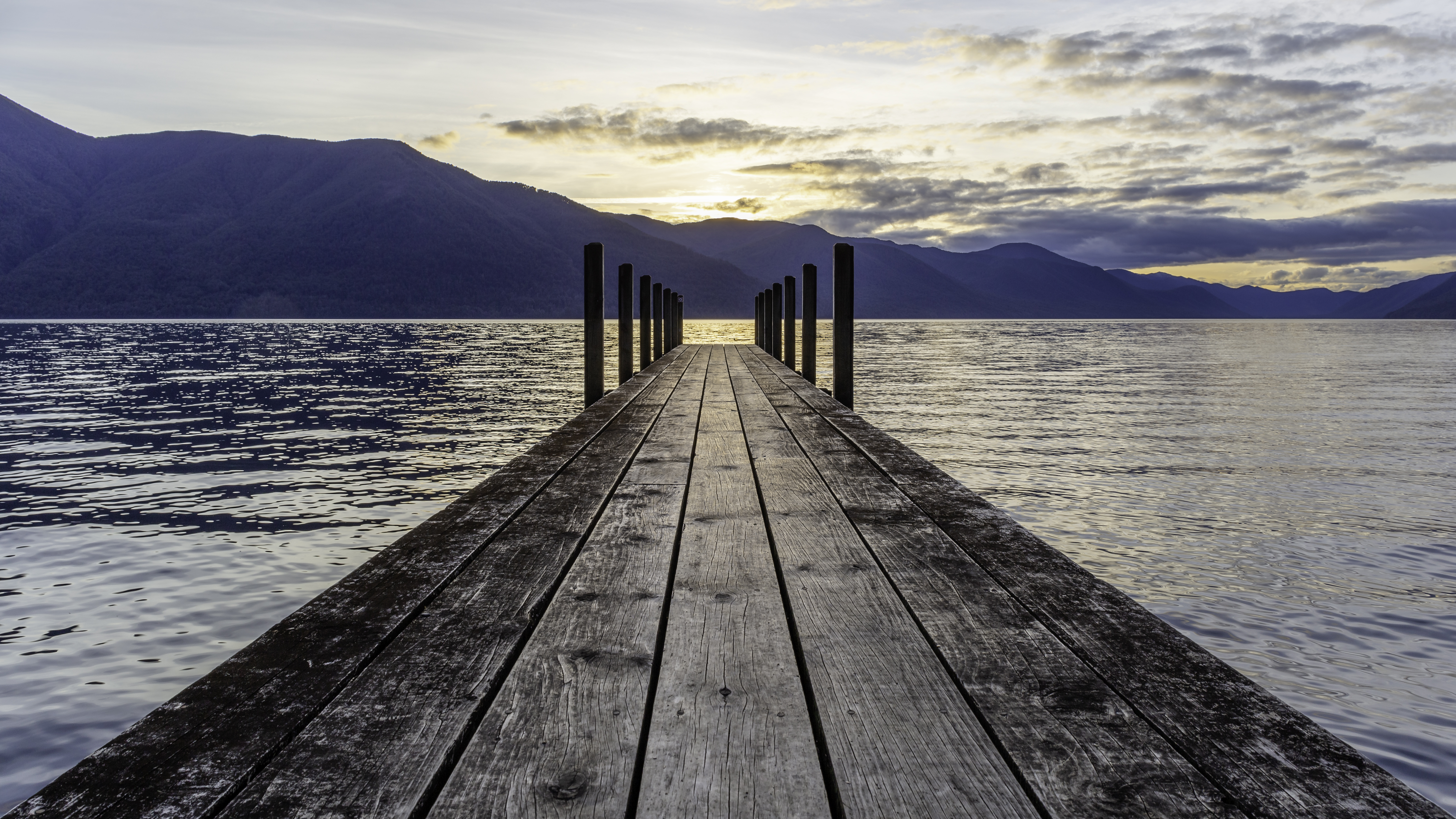
Un quai sur le la Rotoroa, dans le parc national des lacs Nelson. Juillet 2019.
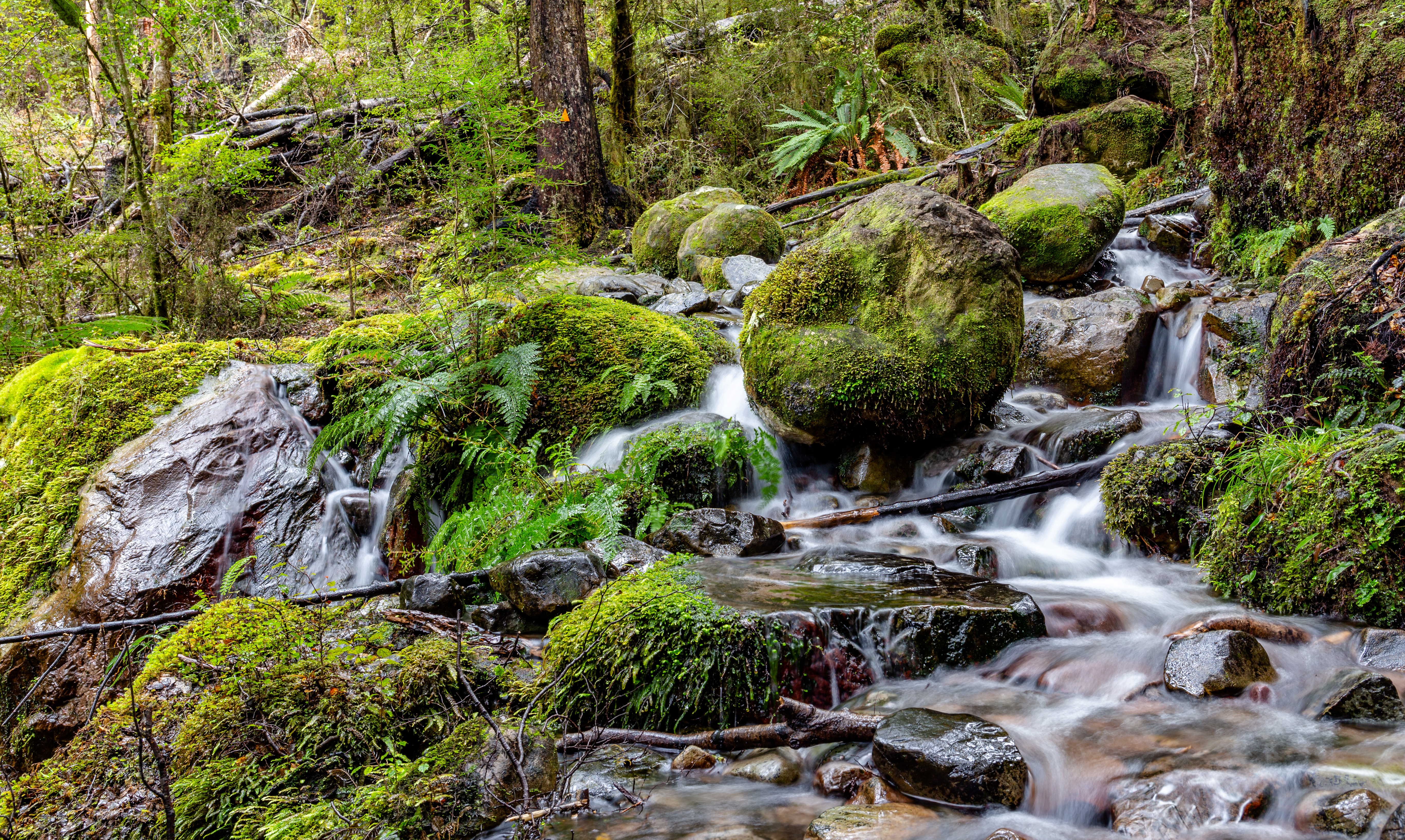
Un ruisseau entre « Sabine hut » (refuge de Sabine (rivière, Nouvelle-Zélande)) et « Speargrass Hut » dans le parc national des lacs Nelson. Juillet 2019.

Le parc est régi par le Department of Conservation, qui s'occupe d'un petit centre d'information pour les visiteurs dans le village de Saint Arnaud ; on peut y trouver des informations diverses sur le parc.